# Saïd Mohamed bin Cheikh Ahmed Al Maarouf
Pour les articles homonymes, voir Maarouf.
Saïd Muhammad bin Shaykh Ahmad (1851-1904) dit Al Maaruf est un prédicateur qui a popularisé le soufisme et plus particulièrement la tariqa Shadhiliyya en Grande Comore et dans le monde swahili. 
Il a été pour cela initié par le Shaykh Abdallah Daroueche (XIXe siècle) de la région de l'Itsandraa qui fut le premier est-africain initié à la shadhiliyya dans le monde swahili. Abdallah Daroueche ayant été initié à la shadhiliyya par son maître Nur al Din al Yashruti, fondateur de la branche yashrutiyya de la tariqa shadhiliyya à Acre. 
Al Maaruf s'oppose au sultan (sultan, ntibe, qui s'était autoproclamé de la Grande-Comore avec le soutien du colon Humblot), le sultan Said Ali. Al Maaruf doit s’exiler d'abord à Zanzibar, le temps que Said Ali soit expulsé par les Français.
L'hôpital de Moroni porte son nom et sa zawiya est toujours l'objet de visites nombreuses (ziyarat al qubur) de la part des mourides venus de tout l'Océan Indien.